# Liste d'enseignes de la grande distribution en Amérique du Nord
Cet article présente la liste d'enseignes de la grande distribution en Amérique du Nord (dont supermarchés, supérettes, hard-discounts, etc.) classée par le pays du Maroc.

## Canada
Pour une liste plus complète, voir en:List of supermarket chains in Canada
- Axep (Loblaw)
- Choices Market
- Costco
- Loblaws (Loblaw)
- No Frills (Loblaw)
- Provigo (Loblaw)
- Sear? Canada (groupe Sears Holdings Corporation) (fermetures en 2018)
- Sobeys (Sobeys)
- Target (tous les 133 magasins fermés en 2015)
- Walmart Canada

### Québec
- Bonichoix (Sobeys)
- Groupe GP
- IGA (supermarché) (Sobeys)
- L'Intermarché (Loblaw)
- Marché Richelieu (Métro-Richelieu)
- Maxi et Maxi et Cie (Loblaw)
- Provigo et Provigo Le marché (Loblaw)
- Metro Inc. (Métro-Richelieu)
- Super C (Métro-Richelieu)

## Cuba
Pour une liste complète, voir en:List of supermarket chains in Cuba

## États-Unisetterritoires des États-Unis
Pour une liste complète, voir en:List of supermarket chains in the United States
- A&P
  - A&P Supermarkets(Connecticut, New Jersey, et l'état de New-York)
  - Food Basics USA (Philadelphie et la ville de New York)
  - Pathmark (New York, New Jersey et la région de Philadelphie)
  - Superfresh (Delaware, Maryland, New Jersey, Pennsylvanie)
  - The Food Emporium (New York et ses banlieues)
  - Waldbaum's (Long Island, les boroughs de Brooklyn, de Queens et de Staten Island)
- Aldi
- Lidl
- Big Y
- Costco
- Delhaize Group
  - Bloom
  - Bottom Dollar (Maryland, Virginie, Caroline du Nord)
  - Food Lion
  - Hannaford
  - Harveys
  - Kash n' Karry
  - Sweetbay Supermarket
- Food Lion
- Hannaford
- Kmart (groupe Sears Holdings Corporation)
- King Kullen
- Kroger
  - Baker's Supermarkets
  - City Market
  - Dillon's
  - Food 4 Less
  - FoodsCo
  - Fred Meyer
  - Fry's Food
  - Hilander
  - Jay C
  - King Soopers
  - QFC
  - Ralphs
  - Smiths
  - Scott's Food & Pharmacy
- Publix
- Piggly Wiggly
- Sam's Club
- Sears (groupe Sears Holdings Corporation)
- Safeway
  - Carrs
  - Dominick's
  - Genuardi's
  - Pavilions
  - Randalls
  - Tom Thumb
  - Vons
- Shoprite
- Stop & Shop
- SuperValu
  - Acme
  - Albertsons (western USA)
  - bigg's
  - Bristol Farms
  - County Market
  - Cub Foods
  - Farm Fresh
  - Hornbacher's
  - Jewel/Jewel-Osco
  - Lazy Acres
  - Lucky Stores
  - Save-A-Lot
  - Shaw's/Star Market
  - Shop 'n Save
  - Shoppers Food & Pharmacy
  - Star Market
  - Sunflower Market
- Target Corporation
- Trader Joe’s
- Wal-Mart
- Whole Foods

## Guatemala
Pour une liste complète, voir en:List of supermarket chains in Guatemala

## Honduras
Pour une liste complète, voir en:List of supermarket chains in Honduras

## Mexique
Pour une liste complète, voir en:List of supermarket chains in Mexico